# Obsjtina Tervel
Obsjtina Tervel (bulgariska: Община Тервел) är en kommun i Bulgarien.   Den ligger i regionen Dobritj, i den nordöstra delen av landet, 300 km öster om huvudstaden Sofia.
Obsjtina Tervel delas in i:
- Angelarij
- Balik
- Bezmer
- Bozjan
- Bonevo
- Glavantsi
- Gradnitsa
- Guslar
- Zjeglartsi
- Zărnevo
- Kablesjkovo
- Kolartsi
- Kotjmar
- Nova Kamena
- Orljak
- Polkovnik Savovo
- Popgruevo
- Sărnets
- Tjestimensko

Följande samhällen finns i obsjtina Tervel:
- Tervel

Trakten runt obsjtina Tervel består till största delen av jordbruksmark. Runt obsjtina Tervel är det ganska glesbefolkat, med 36 invånare per kvadratkilometer.